# La Santa María de Barcelona
La Santa María de Barcelona era una rèplica de la Santa María, el més gran dels tres vaixells emprats per Cristòfor Colom en el seu primer viatge al Nou Món en 1492.

## Història
Fou coneguda també com la caravel·la del port, la caravel·la de Colom o simplement com la caravel·la, tot i que en realitat era un vaixell del tipus "nau". La Santa María va flotar al Port de Barcelona durant molts anys. Era una rèplica molt poc fidel de la Santa María de Colom. Es va construir per a fer la pel·lícula 'Alba de América' (1951), resposta triomfalista del règim del General Franco a la pel·lícula americana 'Christopher Columbus' (1949), considerada llavors com un "insult a la hispanitat".
La caravel·la estava amarrada al Moll de la fusta del Port Vell, al final de la Rambla. Es trobava a prop del monument a Colom, on ara comença la passarel·la que va cap al "Maremàgnum" i va aparèixer a dues pel·lícules més. Convertida en atracció turística calia pagar per visitar-la. Al costat seu va romandre flotant un altre vaixell fins a mitjans dels 1970, el Junc Rubia, un junc xinès que havia fet la travessia Hong Kong - Barcelona l'any 1959.
La Santa María va seguir al port durant uns quants anys més fins al maig de 1990, quan va patir dos incendis provocats per militants de Terra Lliure, que la veien com un símbol d'espanyolitat. A partir d'aquests fets, la Diputació de Barcelona, que n'era la propietària, va decidir retirar-la del Port de Barcelona, ja que el nul valor patrimonial de la nau no justificava de cap manera els elevats costos de la reparació i va enfonsar-la al Maresme. L'any 1991 va ser construïda a Barcelona una nova rèplica que, tripulada per un multimilionari japonès va arribar al Japó el 28 d'abril de 1992, on està exposada en una exhibició a l'aire lliure del Museu Marítim de Kobe que degut als seus orígens podria ser anomenada també la Santa Maria de Barcelona.